# Acanthagrion hartei
Acanthagrion hartei är en trollsländeart som beskrevs av Muzon och Lozano 2005. Acanthagrion hartei ingår i släktet Acanthagrion och familjen dammflicksländor. IUCN kategoriserar arten globalt som otillräckligt studerad. Inga underarter finns listade i Catalogue of Life.